# Бейер, Герман
Адо́льф Ге́рман Карл Бе́йер (нем. Adolph Hermann Karl Beyer; 26 июня 1880, Кёльн — 6 декабря 1942, Стрингтаун (Оклахома)) — немецкий археолог-индеанист, известный структурным анализом письма майя по памятникам Чичен-Ицы. В 1910—1927 годах работал в Мексике, после 1927 года — в США; не отказавшись от германского подданства, стал жертвой программы интернирования немцев во время Второй мировой войны.

## Биография
Родился в Кёльне, окончил Вюрцбургский университет, в котором в 1932 году был удостоен почётной докторской степени, неофициально занимался этнографией в Берлинском университете и в парижской Высшей школе социальных наук. Индеанистикой заинтересовался под влиянием Эдуарда Зелера, первая публикация на мексиканскую тему последовала в 1908 году. На XVII Международном конгрессе американистов в Мехико в 1910 году представил две статьи, посвящённые иконографии Уицилопочтли и корреляции венерианского цикла кодексов Борджиа и Порфирио Диаса. 
В 1910—1927 годах проживал в Мексике, работая первоначально журналистом, женился на уроженке Пуэблы. За эти годы предпринял несколько археологических экспедиций, собрав коллекцию доколумбовой керамики, преподавал в Высшей школе исследований древностей Университета Мехико, где его студентом был Альфонсо Касо. Основатель и первый редактор журнала «Mexico Antiguo» (1919 год). После закрытия Школы в 1925 году Бейер возглавлял Германо-Мексиканское общество, удостоен почётного звания президента Мексиканского национального музея. 
В 1927—1941 годах работал профессором Центральноамериканского института Тулейнского университета в США, представлял университет на копенгагенском конгрессе американистов-антропологов 1938 года и на американистских конгрессах 1930 года в Гамбурге и 1939 года в Мехико. Являлся членом Географического общества Вюрцбурга, Берлинского общества антропологии и этнографии, Американской ассоциации развития науки. В 1932 году работал в Чичен-Ице по гранту Фонда Рокфеллера. В его библиографии, составленной А. Касо в 1941 году, учтено 166 (или 163) публикаций. Так как Бейер не отказался от германского подданства, в 1941 году он был интернирован властями США и скончался в концлагере для интернированных лиц в Оклахоме.

## Научная деятельность
В 1907 году Герман Бейер посещал в Высшей школе социальных наук в Париже лекции первого профессионального американиста Франции Жоржа Райно (Georges Raynaud, 1865 — после 1928), ученика Леона де Рони. Райно был первым майянистом, который попытался определить структурные особенности не только текстов кодексов, но и эпиграфических надписей классического периода. Именно Райно в своей монографии 1893 года «Доколумбовы рукописи» (Les manuscrits precolombiens), основываясь на Дрезденском кодексе и «алфавите» де Ланда, фонетически прочитал иероглиф «попугай ара» как moo, на полвека предвосхитив одно из наиболее убедительных фонетических чтений Ю. Кнорозова.
С 1915 года Герман Бейер попытался провести комплексный анализ письменности майя и осуществил структурное исследование надписей из Чичен-Ицы, опубликованное Институтом Карнеги в 1937 году. По приглашению Сильвануса Морли на средства Фонда Рокфеллера немецкий учёный исследовал надписи на резных притолоках древнего города. Он выявил различные группы знаков, повторявшихся в текстах города, и разработал метод анализа стандартных замещений знаков — классический в современной эпиграфике. 
Тем не менее, работы Г. Бейера не получили признания в американистике первой половины XX века и фактически остались незамеченными; отчасти, по мнению Майкла Ко, из-за его нетерпимого и вспыльчивого характера. Археолог Р. Бранхаус утверждал, что когда Бейер попытался объяснять Морли разбивку иероглифических записей на стандартные элементы, разрезывая репродукции текстов, Сильванус счёл это «варварством» и «кощунством». Впрочем, именно Г. Бейер впервые небезуспешно применил структурный метод к некалендарным иероглифам. Метод Бейера заинтересовал майяниста Генриха Берлина, который также занимался структурой текстов и выделением повторяющихся последовательностей, ему удалось установить иероглифы-эмблемы, обозначающие конкретные города и государства майя. В некрологе своему учителю А. Касо предсказывал, что работы Бейера по структурному анализу иероглифики и его фонологический подход станут фундаментом к окончательной дешифровке письменности майя.